# Selišči
Selišči je naselje u slovenskoj Općini Svetom Juriju ob Ščavnici. Selišči se nalazi u pokrajini Štajerskoj i statističkoj regiji Pomurju. 

## Stanovništvo
Prema popisu stanovništva iz 2002. godine naselje je imalo 108 stanovnika.